# Thanatus cronebergi
Thanatus cronebergi là một loài nhện trong họ Philodromidae.
Loài này thuộc chi Thanatus. Thanatus cronebergi được Eugène Simon miêu tả năm 1895.